# Maurici Jiménez Ruiz
Maurici Jiménez (Girona, 16 de gener de 1980) és un polític català afiliat al PSC des del 2001. Des del 2008 resideix a Castell d'Aro, i és alcalde de Castell d'Aro, Platja d'Aro i s'Agaró des del 15 de juny de 2019.
Després del seu pas en pràctiques per empreses de producció audiovisual crea el 2003 l'empresa De-De-Ema Visual, S.L., una productora d'audiovisuals i interactius, on exerceix de gerent i productor fins a desembre de 2009. Compagina des del 2005 l'activitat professional amb l'exercici docent com a coordinador, tutor de projectes i professor de producció audiovisual a l'Escola Universitària ERAM - Universitat de Girona. Des del 2010 i fins a 2015 va exercir de director de producció freelance per a diferents empreses nacionals de producció audiovisual i multimèdia.
El 2001 va ser soci fundador d'ARPAGI, l'Associació de Realitzadors i Productors Audiovisuals de Girona, i va exercir de president de 2004 a 2010. Des del 2008 i fins al 2013 va ser secretari del grup de treball territorial de Girona del Fórum d'entitats de les persones usuàries de l'audiovisual del CAC - Consell de l'Audiovisual de Catalunya.
El 2013 entra com a regidor en l'oposició, i l'any 2014 és escollit portaveu i relleu a Dolors Padilla Richard com a candidat a l'alcaldia. El 2014 entra a la comissió executiva del PSC de Comarques Gironines com a secretari d'acció política. En les eleccions municipals de 2015 a Castell-Platja d'Aro obté un resultat de 805 vots i és segona força després de CiU, i pacta entrar a govern i donar l'alcaldia a Joan Giraut, candidat d'UDC. És primer tinent d'alcalde i regidor de promoció econòmica, empresa i ocupació des del 2015 a 2019; i exerceix també des de llavors com a membre del consell d'administració de Ràdio Platja d'Aro. El 2017 és escollit secretari d'organització de la federació del PSC de Comarques Gironines, acompanyant en la direcció del partit a Marc Lamuà Estañol, amb qui havien compartit militància i amistat a la JSC. En les eleccions municipals de 2019 a Castell-Platja d'Aro obté un resultat de 935 vots i és segona força empatada en escons amb Junts per Catalunya; pacta formar govern amb Esquerra Republicana de Catalunya i la Vall d'Aro en Comú, i és nomenat alcalde el 15 de juny de 2019. Des de novembre de 2019 és membre del consell territorial de la Federació Espanyola de Municipis i Províncies - FEMP en representació del PSC; i al congrés nacional del PSC de desembre de 2019 és escollit membre de la comissió executiva nacional, i secretari nacional de turisme i comerç.